# Micrampelis
Micrampelis là một chi thực vật có hoa trong họ Cucurbitaceae.

## Loài
Chi Micrampelis gồm các loài: